# Bågskytten

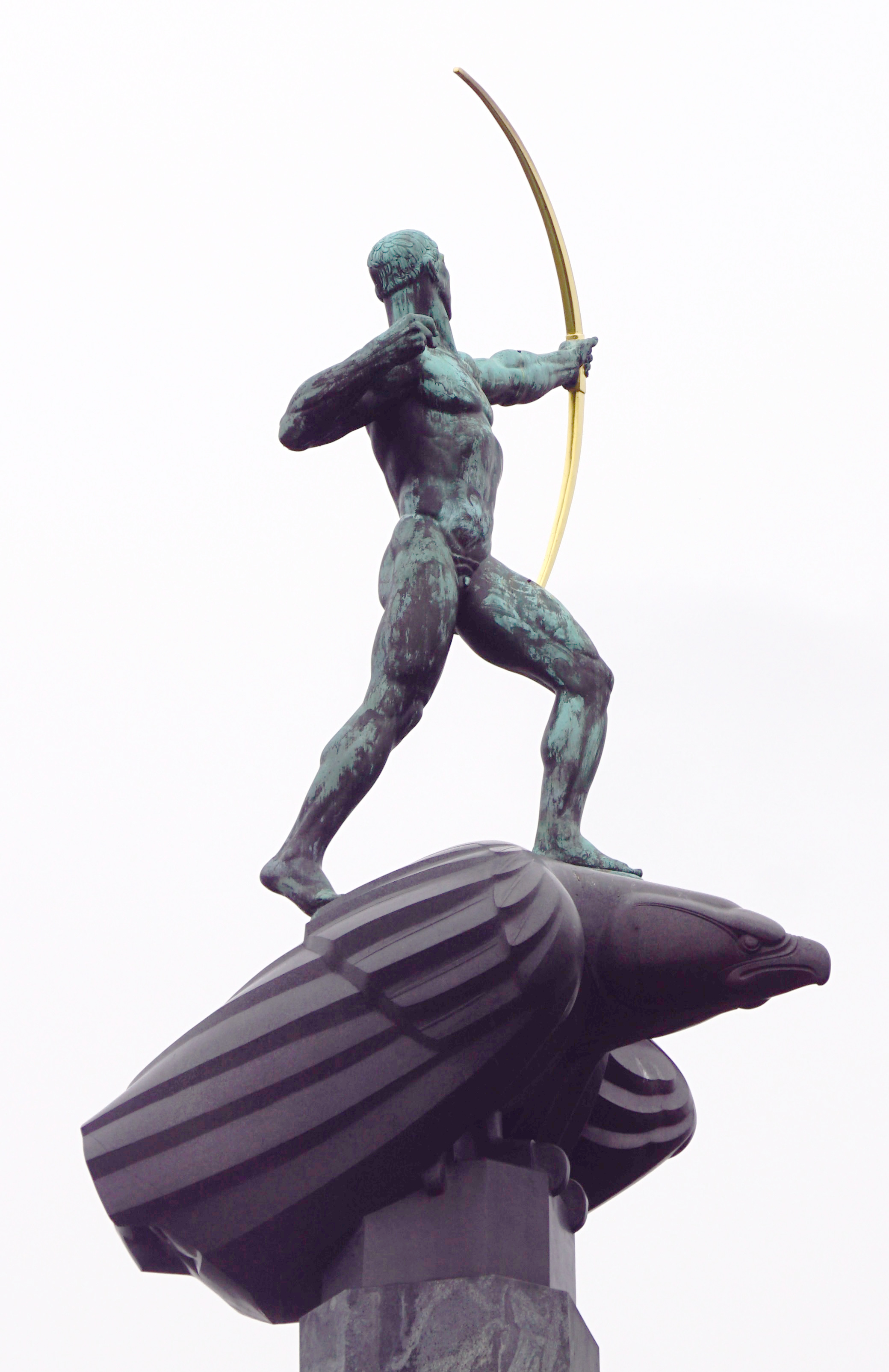
Bågskytten (1919).

Bågskytten (Zweeds voor De boogschutter) is een bronzen sculptuur voorstellende een boogschutter, gemaakt door Carl Milles in de periode 1913-1919.
Het beeld staat sinds mei 1919 bij de Liljevalchs Konsthall aan de Djurgårdsvägen in Stockholm (Zweden).

## Geschiedenis
In 1913 plaatste Milles een kleinere versie van zijn beeld in Waldemarsudde in de tentoonstellingsruimte van Ferdinand Boberg.
In 1914 won Milles met zijn voorstel, toen nog getiteld Colonn (Zweeds voor Kolom), een wedstrijd uitgeschreven door de donatiecommissie van Eva Bonnier. Het kunstwerk kreeg uiteindelijk de naam Bågskytten (De boogschutter) en het was in mei 1919 dat het geplaatst werd voor de Liljevalchs Konsthall aan de Djurgårdsvägen in Stockholm.
Een schets van het beeld, die Milles op 1 maart 1916 maakte, bevindt zich in Millesgården.

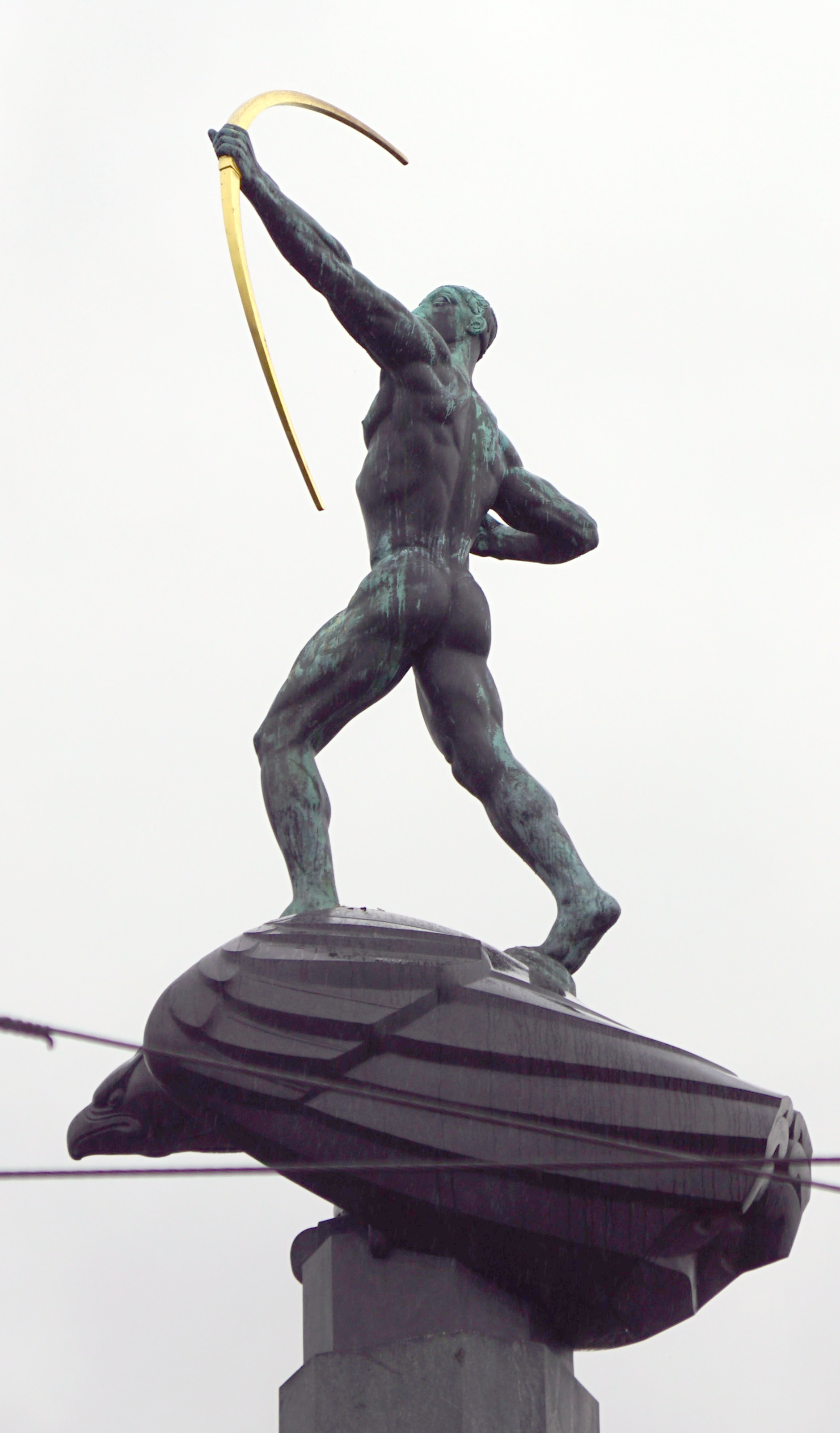
Krotos staand op de adelaar van Zeus.

## Beschrijving
Het beeld staat op een granieten zuil van twaalf meter hoog en toont een atletische boogschutter die een boog spant, richtend op een doel in de verte, zijn torso een halve slag gedraaid ten opzichte van zijn onderlichaam. De boogschutter balanceert op de rug van een gestileerde adelaar.
De uitgebeelde boogschutter stelt het sterrenbeeld Boogschutter voor, die volgens de Griekse mythologie Krotos is, de zoon van Pan en uitvinder van de boog. De adelaar waarop hij staat is de vogel van Zeus en verwijst naar het sterrenbeeld Arend. De adelaar, een oud symbool van macht, was een van Milles favoriete motieven.
Van dit kunstwerk werden ook kleine bronzen beeldjes van 61 centimeter hoog op de markt gebracht.